# Zakkieuwigen
Zakkieuwigen (Heteropneustidae) zijn een familie van straalvinnige vissen uit de orde van Meervalachtigen (Siluriformes).

## Soort
- Heteropneustes J. P. Müller, 1840